# Luis Ramón Marín
Luis Ramón Marín (ur. 1884 w Madrycie, zm. 1944 tamże) – hiszpański fotograf i reporter.
Pracę fotografa rozpoczął w 1908 roku. Wtedy po raz pierwszy jego zdjęcia ukazały się w prasie. Przez większość dziennikarskiej kariery związany był z madrycką gazetą "Informaciones".  Podczas hiszpańskiej wojny domowej wykonał ogromną ilość zdjęć, głównie podczas oblężenia Madrytu. Po zakończeniu wojny jego prace zostały uznane za politycznie niewygodne i zaprzestano ich publikowania w prasie. Z tego powodu w 1940 roku Marín wycofał się z zawodu fotografa.
Jego fotografie były przez długi czas nieznane. Dopiero w 2008 roku córka artysty udostępniła kilkanaście tysięcy negatywów ukrytych w latach czterdziestych w obawie przed konfiskatą i zniszczeniem.